# Pierre Jahan
Pierre Jahan, nato Pierre Armel Jean-Marie Jahan (Amboise, 9 settembre 1909 – Parigi, 21 febbraio 2003), è stato un fotografo, pittore e illustratore francese.

## Biografia
Poco noto al pubblico, è stato un profondo esploratore di tematiche artistiche, pubblicitarie, letterarie, "mescolando" testi poetici con fotografie e disegni tra gli anni Trenta e gli anni Ottanta del Novecento, sperimentanto in camera oscura ogni possibile combinanzione: dalle doppie esposizioni alle sovrastampe fino ai collage. Per sé stesso adottò il termine di illustratore per sottolineare il suo approccio al suo lavoro ma anche per una forma di modestia: sue immagini sono state pubblicate in oltre 300 tra libri e riviste.
Nel 1932 si stabilì a Parigi, cosa sia successo prima non è noto. Non sappiamo se avesse già avuto a che fare con la fotografia, però furono due gli incontri che, di fatto, lo indussero verso quella professione. Il primo fu con un grafico, Raymond Gid, capo di una piccola impresa commerciale che nel 1933 lo incaricò di seguire i lavori di ridipintura della Torre Eiffel. Il secondo, e probabilmente più importante, fu quello con il fotografo Emmanuel Sougez, che fondò e diresse il dipartimento fotografico del quotidiano L'Illustration.
Grazie a Sougez entrò nel gruppo "Le Rectangle", fondato nel 1936, che guardava alla "fotografia pura", cioè alla Nuova Oggettività tedesca e alla Straight photography americana. Con questo gruppo espose nella capitale francese assieme a Laure Albin-Guillot, Rogi André, Henri Cartier-Bresson, Ergy Landau, François Kollar, Man Ray e lo stesso Sougez. Due anni dopo fotografò l'Esposizione internazionale surrealista di Parigi e qualche tempo dopo eseguì vari ritratti di artisti e scrittori tra i quali Picasso, Braque, Colette, Cocteau. Con la seconda guerra mondiale documentò la città in tempo di guerra, dall'occupazione alla liberazione, e fu presente al Louvre alla rimozione dei capolavori per proteggerli dalla guerra e al loro ripristino, dopo la fine delle ostilità. 
Probabilmente il lavoro più significativo che Jahan realizzò fu quando nel 1941 riuscì ad entrare nei sotterranei parigini e a fotografare delle sculture le cui parti metalliche venivano fuse per far fronte alla lotta contro i nazisti. Ciò darà origine al libro La Mort et les statues, uscito nel 1946, con un testo di Cocteau.
Nel 1949 fece parte de Le Groupe des XV, fondato nel 1946 da 15 fotografi (da cui il nome), con l'intento umanista di promuovere la fotografia come arte e richiamare l'attenzione sulla conservazione del patrimonio fotografico francese. Tra i fondatori, oltre a Sougez, tra gli altri Jean Michaud, François Tuefferd, cui si aggiunsero Robert Doisneau, Willy Ronis, Sabine Weiss.
Il lavoro artistico in tutte le sue espressioni di Jahan, comprese quelle commerciali e pubblicitarie, durò fino agli anni Ottanta e le sue immagini sono presenti in varie collezioni, tra cui il Centro Georges Pompidou, la Biblioteca nazionale di Francia e la Bibliothèque historique de la ville de Paris, Art Institute of Chicago, Getty Museum, Museo di arte multimediale di Mosca, Houston Museum of Fine Arts, New Orleans Museum of Art, Brooklyn Museum.
Nel 2006 si è tenuta una retrospettiva delle opere di Jahan dal 1930 al 1950 dal titolo Humain, trop humain, alla Galerie Michèle Chomette di Parigi. Si è trattato di una retrospettiva con cui si è scoperta tutta la diversità e la libertà del fotografo: il surrealismo, i suoi nudi per illustrare la poesia Plain-Chant di Jean Cocteau, le sue vedute clandestine di statue di Parigi smantellate durante la guerra. La mostra rivelò un lato  meno noto di Jahan, una serie poco conosciuta del 1938 intitolata La Vie batelière: stampe di grande formato che con semplicità e spontaneità mostravano la vita su una chiatta, forse più vicine alla scuola russa (Rodčenko) che al movimento umanista, etichetta che, peraltro, Jahan ha sempre rifiutato. Un'altra serie, presente in mostra, raccontò una notte parigina lontana da quella di Brassaï, piena di vita e spesso segnata da atmosfere da film noir. Completavano l'esposizione gli studi di nudi femminili, uno dei quali all'epoca fece scandalo: un dipinto molto morbido e delicato, in cui le pieghe del lenzuolo potevano confondersi con gli incavi del corpo.

## Pubblicazioni
- Les gisants. tome premier Vingt cinq rois et reines de France, Morihien, 1949
- Bistrots de Paris - Jahan en vin. De verres en vers, La Hetraie, 1992 - ISBN 978-2909871004
- Des Mains Parlent, co-autore Alain Fleig, Ides et Calendes, 2002 - ISBN 978-2825801932
- La Mort et les statues, prefazione di Jean Cocteau, EVERGREEN, 2008 - ISBN 978-2859174897